# Annika Hallin
Annika Susanne Hallin, född 16 februari 1968 i Hägerstens församling i Stockholm, är en svensk skådespelare.

## Biografi
Annika Hallin växte upp i Spånga. Som ung började hon sin teaterbana vid RoJteatern i Handen och medverkade i flera uppsättningar, bland annat som Charlotte Bremer i en pjäs om Fredrika Bremers liv. Hon studerade sedan vid teaterlinjen vid Södra Latin, innan hon fortsatte på Teaterhögskolan i Stockholm 1995-99 och har arbetat vid ett flertal teatrar såsom Orionteatern, Boulevardteatern, Radioteatern, Stockholms stadsteater, Riksteatern, Teater Galeasen, Plaza, Judiska teatern. 2001 var hon med och startade den fria Teater Nova. Under arbetet på Riksteatern/Judiska teatern med pjäsen Stilla vatten 2002 arbetade hon med dramatikern och regissören Lars Norén. De blev ett par privat och var gifta 2007–2013. Hon har tre döttrar, den yngsta tillsammans med Norén.
Hallin har även medverkat i en rad filmer och TV-produktioner. För rollen i I taket lyser stjärnorna nominerades hon till Bästa kvinnliga biroll på Guldbaggegalan 2010.

## Filmografi
- 1993 – Lebeman
- 2000 – En häxa i familjen
- 2000 – Soldater i månsken (TV-serie)
- 2002 – Skeppsholmen (TV-serie)
- 2002 – Det brinner! (TV-serie)
- 2002 – Beck – Okänd avsändare
- 2003 – Ramona (TV-serie)
- 2004 – c/o Segemyhr (TV-serie)
- 2004 – Graven (TV-serie)
- 2005 – Styckmordet (Berättelsen om en rättsskandal)
- 2005 – Vinterkyss
- 2006 – När mörkret faller
- 2006 – Vinnarskallar (TV-serie)
- 2007 – Arn – Tempelriddaren
- 2008 – Patrik 1,5
- 2008 – Livet i Fagervik (TV-serie)
- 2009 – De halvt dolda (TV-serie)
- 2009 – Lidingöligan
- 2009 – I taket lyser stjärnorna
- 2009 – Män som hatar kvinnor
- 2009 – Flickan
- 2009 – Flickan som lekte med elden
- 2009 – Morden (TV-serie)
- 2009 – Luftslottet som sprängdes
- 2010 – Wallander – Arvet
- 2010 – Pax
- 2010 – Kommissarie Winter (TV-serie)
- 2010 – Drottningoffret (TV-serie)
- 2011 – Som en Zorro
- 2011 – Stockholm Östra
- 2011 – Anno 1790 (TV-serie)
- 2012 – Den röda vargen
- 2012 – Flimmer
- 2012 – Hinsehäxan (TV-serie)
- 2013 – Inte flera mord
- 2013 – Fjällbackamorden: Strandridaren
- 2013 – Solsidan (TV-serie)
- 2014 – Pojken med guldbyxorna
- 2015–2017 – Modus (TV-serie)
- 2015 – Det borde finnas regler
- 2015 – Min lilla syster
- 2016 – Black Widows (TV-serie)
- 2016 – Maria Wern – De döda tiger
- 2017 – Korparna
- 2018 – Det som göms i snö (TV-serie)
- 2018 – Sthlm Rekviem (TV-serie)
- 2020–2022 – Hamilton (TV-serie)
- 2021 – Max Anger – With one eye open (TV-serie)
- 2021 – Drottning Margareta
- 2022 – Nattryttarna (TV-serie)
- 2022 – Kronprinsen som försvann (TV-serie)
- 2023 – Trolltider – legenden om bergatrollet (TV-serie)
- 2023 – En dag och en halv
- 2025 – Genombrottet (TV-serie)
- 2025 – Trolösa (TV-serie)

## Teater

### Roller (ej komplett)
| År   | Roll          | Produktion                                            | Regi                    | Teater                               |
| ---- | ------------- | ----------------------------------------------------- | ----------------------- | ------------------------------------ |
| 2006 | Helene        | Slutet gott, allting gott William Shakespeare         | Thomas Segerström       | Romateatern                          |
| 2006 |               | sex.våld.blod.äckel Alfian Sa'at                      | Richard Turpin          | Teater Tribunalen                    |
| 2011 | Linda         | Tjuvar Dea Loher                                      | Jenny Andreasson        | Dramaten                             |
| 2013 | Ellida Wangel | Frun från havet Henrik Ibsen                          | Egill Pálsson           | Göteborgs stadsteater                |
| 2017 | Medverkande   | Skillnadernas Stockholm Ellen Lamm och Eric Ericson   | Ellen Lamm              | Kulturhuset Stadsteatern             |
| 2018 | Augustine     | 8 kvinnor Robert Thomas                               | Anna Novovic            | Kulturhuset Stadsteatern             |
| 2018 |               | De skyddssökande Aischylos                            | Dritëro Kasapi          | Kulturhuset Stadsteatern             |
| 2019 |               | Skapelsen Joseph Haydn och Gottfried van Swieten      | Mellika Melouani Melani | Kulturhuset Stadsteatern/ Folkoperan |
| 2021 | Greta         | Tiden är vårt hem Lars Norén                          | Eirik Stubø             | Kulturhuset Stadsteatern             |
| 2022 | Penelope      | Penelope Py Huss-Wallin och Nils Granberg             | Py Huss-Wallin          | Teater Galeasen                      |
| 2023 | Gertrud       | Hamlet William Shakespeare                            | Sunil Munshi            | Kulturhuset Stadsteatern             |
| 2024 | Medverkande   | Jag offrar mig Ada Berger, Stina Wirsén och Anna Vnuk | Ada Berger              | Kulturhuset Stadsteatern             |
| 2025 |               | Studie i mänskligt beteende Lena Andersson            | Sissela Kyle            | Kulturhuset Stadsteatern             |

### Regi (ej komplett)
| År   | Produktion | Upphovsmän    | Teater                                    |
| ---- | ---------- | ------------- | ----------------------------------------- |
| 2019 | Tiggarna   | Mia Törnqvist | Kulturhuset Stadsteatern/ Teater Giljotin |